# Отто Меєр
Отто Меєр (нім. Otto Meyer; 23 грудня 1912, Мольденіт — 28 серпня 1944, Дюклер) — німецький офіцер Ваффен-СС, оберштурмбаннфюрер СС, кавалер Лицарського хреста Залізного хреста з Дубовим листям.

## Ранні роки
Отто Меєр народився 23 грудня 1912 року в місті Мольденіт. 1 березня 1931 року Меєр вступив в НСДАП (партійний квиток № 487 309) і СС (службове посвідчення № 8 680).
У жовтні 1934 року Отто перевели в штандарт СС «Дойчланд», що був в складі Частин посилення СС, попередника Ваффен-СС. У цьому підрозділі Меєр служив в 3-му штурмі. У 1935 році закінчив юнкерське училище СС в Бад-Тельці. 20 квітня 1935 року Отто Меєр став Унтерштурмфюрером СС і був призначений командиром взводу в 3-му штурмі штандарта СС «Дойчланд».

## Друга світова війна
У жовтні 1939 року стає командиром 1-ї батареї зенітного дивізіону СС, а з початку 1940 року — 2-ї (потім 10-ї) роти полку СС «Дер Фюрер». З серпня 1941 призначений командиром 1-го батальйону моторизованого полку СС «Дойчланд». Отто Меєр взяв участь в Польській, Французькій, Балканській кампаніях і в боях на Східному фронті.
З 1 лютого 1942 року Меєр був начальником групи юнкерських училищ СС в Бад-Тельці і Брауншвейзі. 27 січня 1943 року Отто був переведений в панцергренадерську дивізію СС «Гогенштауфен».
У січні 1944 року Меєр стає командиром 9-го танкового полку СС «Гогенштауфен». За відзнаки в боях під Тарнополем 4 червня 1944 року був нагороджений Лицарським хрестом Залізного хреста.
У серпні 1944 року полк Меєра був оточений англо-американськими військами в Фалезькому котлі. Отто Меєр був вбитий в ході спроби прориву з «котла» 28 серпня 1944 року. 30 вересня 1944 року Отто був нагороджений посмертно Дубовим листям до Лицарського хреста Залізного хреста.

## Звання
- Унтерштурмфюрер СС (20 квітня 1935)
- Оберштурмфюрер СС (1 червня 1938)
- Гауптштурмфюрер СС (9 листопада 1939)
- Штурмбаннфюрер СС (9 листопада 1941)
- Оберштурмбаннфюрер СС (9 листопада 1943)

## Нагороди
- Почесна шпага рейхсфюрера СС
- Кільце «Мертва голова»
- Йольський свічник
- Німецька імперська відзнака за фізичну підготовку в бронзі
- Спортивний знак СА в бронзі
- Медаль «У пам'ять 13 березня 1938 року»
- Медаль «У пам'ять 1 жовтня 1938 року»
- Хрест Воєнних заслуг 2-го класу
- Залізний хрест
  - 2-го класу (29 травня 1940)
  - 1-го класу (8 серпня 1940)
- Штурмовий піхотний знак в бронзі (1 квітня 1941)
- Німецький хрест в золоті (14 січня 1942)
- Нагрудний знак «За поранення» в чорному (26 лютого 1942)
- Медаль «За зимову кампанію на Сході 1941/42» (1 серпня 1942)
- Лицарський хрест Залізного хреста з Дубовим листям
  - Лицарський хрест (4 червня 1944) як оберштурмбаннфюрер СС і командир 9-го танкового полку СС «Гогенштауфен»
  - Дубове листя (№ 601) (30 вересня 1944) як оберштурмбаннфюрер СС і командир 9-го танкового полку СС «Гогенштауфен»